# تایهاکو-کو، سندای
تایهاکو-کو (به لاتین: Taihaku-ku) یک منطقهٔ مسکونی در ژاپن است که در سندای واقع شده‌است. تایهاکو-کو ۲۲۸٫۳۹ کیلومتر مربع مساحت و ۲۲۶٬۰۶۹ نفر جمعیت دارد.